# Остров Байерса
Остров Байерса (Byers’ Island, также Patrocinio Island) — остров-призрак в Тихом океане, который Бенджамин Моррелл якобы 12 июля 1825 нашёл под координатами 28° 32' N; 177° 04' E.
Моррелл описывает остров во всех деталях в своем труде «Рассказ о четырех путешествиях» (Narrative of Four Voyages).